# Aloe subtortuosa
Aloe subtortuosa é uma espécie de liliopsida do gênero Aloe, pertencente à família Asphodelaceae.